# アドバスターズ
アドバスターズ（Adbusters）は、カナダのバンクーバーに本拠を置くアドバスターズ・メディア財団が発行する雑誌。隔月刊。
誌名は「商業広告(ad)を破壊する者(busters)」の造語である。

## 概要
さまざまな「活動家」向けのもので、記事の大半は社会問題あるいは政治問題を扱っており、反消費社会、環境主義、反資本主義などもテーマとしている。表紙には「心の環境問題ジャーナル（Journal of the Mental Environment）」と明記されており、広告やメディア、消費主義や巨大エンタティンメント産業、政治的プロパガンダが、ひとびとの心や価値観、ひいては文化全体に与える影響を批判するというスタンスに立脚している。批評誌ではあるが、ほぼ全ページに過激なグラフィックスを多用し、メッセージ性を高めている。2006年6月現在、欧米～アジアの英語圏で、約12万部の発行部数を誇っている。これは特定のスポンサーを持たないオルタナティブな媒体としては異例なことである。定期購読者は全体の約20％で、残りはニューススタンド等で販売されている。
| 国・地域名             | 発行部数 |
| ---------------------- | -------- |
| アメリカ               | 10,000部 |
| カナダ                 | 4,000部  |
| 欧州                   | 1,500部  |
| 豪州・ニュージーランド | 400部    |
| 日本                   | 60部     |

## アドバスターズ・メディア財団
アドバスターズ・メディア財団は、この雑誌の発行の他にも、さまざまなムーブメント（キャンペーンともいわれる）を推進している。財団は非営利であり、同誌の購読料でなりたっている。カナダ以外の国でも各国の姉妹組織と提携する形で、フランス、ノルウェー、スウェーデン、日本に存在している。

### 発行者
同財団の創始者はカレ・ラースン(Kalle Lasn)である。ラースンは同誌の発行者でもある。

## ムーブメント
同財団が推進しているムーブメントは多数あるが、そのうちのいくつかを下記に示す。これらはアドバスターズのオリジナルな着想のものもあれば、シンパが提唱したものを支援しているもの、全く別の組織が推進している運動をサポートしているものもある。
- 無買デー（あるいは無買日）(Buy Nothing Day)
- TVをつけない一週間 (Tv turnoff week)
- Black Spot Campaign （反ブランド・キャンペーン。ブランドロゴの代わりに黒い●が入っている商品の企画と販売）
- メディアカルタ　（私企業が独占する「公共」電波に、真の「公共」性を回復させようとする試み。アドバスターズのキャンペーン・スポットの放映を拒否した米加の放送局に対し、言論の自由をタテに訴訟を起こしている）
- 真のコスト経済（いわゆるエコ経済学）
- No Car Day
- クリティカル・マス（自転車によるデモ行進で、クルマから道路を取り戻そうとするキャンペーン）
- ファースト・シングス・ファースト (First things First 2000 Manifesto)

## カルチャー・ジャミング
これらすべてのムーブメントを包含する概念として、カレ・ラースンは「カルチャー・ジャミング（Culture Jamming）」という呼称を援用している。また、彼の主張を書籍にまとめたものとして、「Culture JAM: The Uncooling of America」ISBN 0688156568（邦訳：「さよなら、消費社会－－カルチャー・ジャマーの挑戦」ISBN 4272330462）がある。